# WCW World Tag Team Championship
O World Championship Wrestling (WCW) Tag Team Championship foi um campeonato de wrestling profissional que era de posse da World Championship Wrestling. Ficou ativo de 1975, até a venda da WCW para a WWE em 2001. Neste mesmo ano, foi unificado com o WWF Tag Team Championship.